# Montceaux-lès-Provins

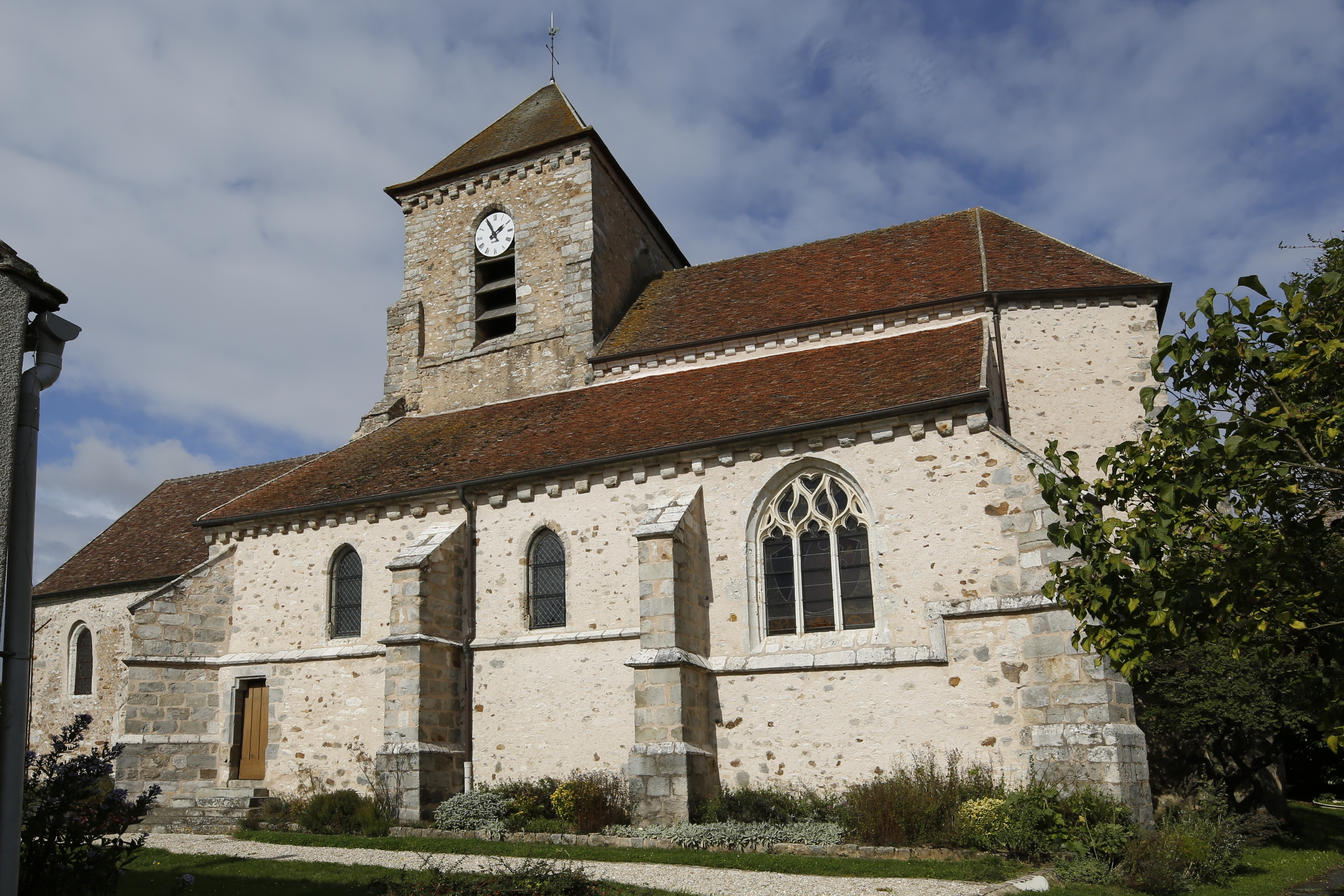
Kerk

Montceaux-lès-Provins is een gemeente in het Franse departement Seine-et-Marne (regio Île-de-France) en telt 337 inwoners (1999). De plaats maakt deel uit van het arrondissement Provins.

## Geografie
De oppervlakte van Montceaux-lès-Provins bedraagt 15,6 km², de bevolkingsdichtheid is 21,6 inwoners per km².
De onderstaande kaart toont de ligging van Montceaux-lès-Provins met de belangrijkste infrastructuur en aangrenzende gemeenten.

## Demografie
Onderstaande figuur toont het verloop van het inwonertal (bron: INSEE-tellingen).